# Centro Direzionale (Neapel)

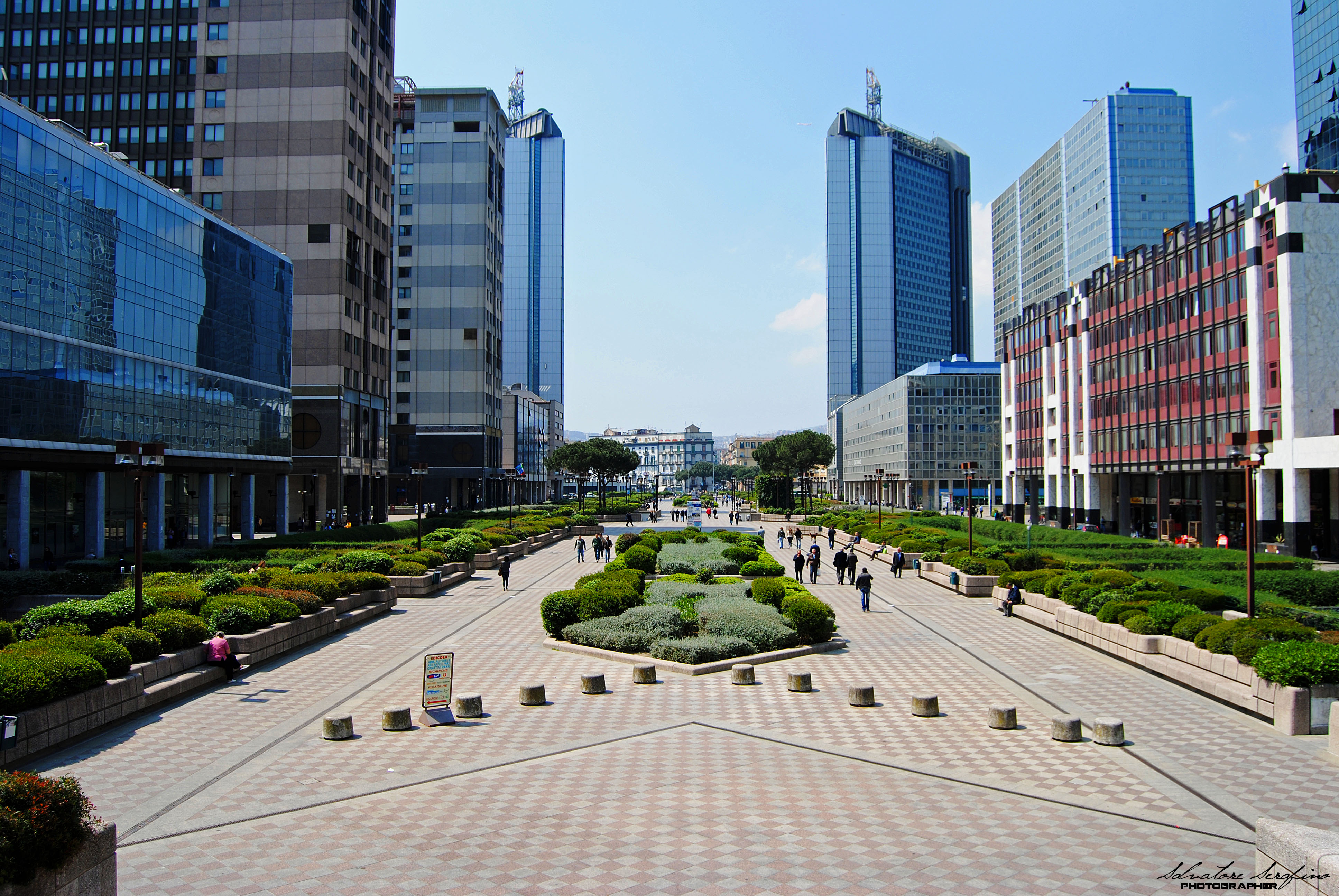
Die Hauptallee des Centro Direzionale

Der Centro Direzionale (italienisch etwa „Direktionszentrum“) ist ein Hochhausviertel am östlichen Stadtrand der süditalienischen Großstadt Neapel.
Er befindet sich im Stadtteil Poggioreale, unweit vom Hauptbahnhof und vom Flughafen.
Er wurde in den 1990ern nach Plänen vom japanischen Architekten Kenzō Tange als Entlastungszentrum für die chronisch belastete Innenstadt erbaut und ist Sitz vielen Firmen.
Das Viertel ist mit dem U-Bahnhof Centro Direzionale der U-Bahn-Linie 1 sowie mit dem gleichnamigen Bahnhof der Circumvesuviana zu erreichen.

## Liste der Hochhäuser
| Name                                   | Koordinaten                  | Höhe in Meter | Etagen | Bauzeit   | Eröff-nung | Nutzung | Anmerkung                                         | Bild |
| -------------------------------------- | ---------------------------- | ------------- | ------ | --------- | ---------- | ------- | ------------------------------------------------- | ---- |
| Torre Telecom Italia                   | 40° 51′ 30″ N, 14° 16′ 47″ O | 129           | 33     | 1988–1995 | 1995       |         | Höchstes Gebäude Italiens von 1995 bis 2009.      |      |
| Torre Enel 1                           | 40° 51′ 23″ N, 14° 16′ 38″ O | 122           | 33     |           | 1990       |         |                                                   |      |
| Torre Enel 2                           | 40° 51′ 23″ N, 14° 16′ 38″ O | 122           | 33     |           | 1990       |         |                                                   |      |
| Torre Saverio                          |                              | 118           | 34     |           | 1990       | Büros   |                                                   |      |
| Torre Francesco                        |                              | 118           | 34     |           | 1990       | Büros   |                                                   |      |
| Torre del Consiglio Regionale Campania |                              | 115           | 29     |           | 1992       |         | Sitz des Consiglio regionale der Region Kampanien |      |